# Ԉ
Ԉ, ԉ – litera rozszerzonej cyrylicy, wykorzystywana w alfabecie Mołodcowa służącym do zapisu języka komi w latach 1920–1929 oraz 1936–1939. Litera ta służyła do oznaczania dźwięku [lʲ].

## Kodowanie
| Znak                   | Ԉ                                | Ԉ                                | ԉ                              | ԉ                              |
| ---------------------- | -------------------------------- | -------------------------------- | ------------------------------ | ------------------------------ |
| Nazwa w Unikodzie      | cyrillic capital letter komi lje | cyrillic capital letter komi lje | cyrillic small letter komi lje | cyrillic small letter komi lje |
| Kodowanie              | dziesiątkowo                     | szesnastkowo                     | dziesiątkowo                   | szesnastkowo                   |
| Unicode                | 1288                             | U+0508                           | 1289                           | U+0509                         |
| UTF-8                  | 212 136                          | d4 88                            | 212 137                        | d4 89                          |
| Odwołania znakowe SGML | &#1288;                          | &#x0508;                         | &#1289;                        | &#x0509;                       |